# Коулман, Дуглас
Дуглас Коулман (англ. Douglas Leonard Coleman; 6 октября 1931, Стратфорд, Онтарио, Канада — 16 апреля 2014, штат Мэн, США) — канадский учёный. Труды в основном посвящены биохимии. Лауреат многих престижных премий.
Член Национальной академии наук США (1998).

## Карьера
В 1958 году получил степень доктора философии в Висконсинском университете в Мадисоне .

## Вклад в науку
Коулман совместно c Д. Фридманом изучал гормон лептин, за сделанные ими открытия они были награждены многочисленными премиями, в том числе Международной премией Фонда Гайрднера в 2005 году, премией Шао в 2009 году, премией Ласкера, премией Фонда BBVA Frontiers и Международной премии короля Фейсала.

## Награды
- 2005 — Международная премия Гайрднер
- 2009 — Премия Шао
- 2010 — Премия Альберта Ласкера за фундаментальные медицинские исследования
- 2012 — BBVA Foundation Frontiers of Knowledge Awards
- 2013 — Международная премия короля Фейсала